# Khalaj (ort i Iran)
Khalaj (persiska: خَلَجِ مالمير, خَلَچ, خلج, Khalaj-e Mālmīr) är en ort i Iran.   Den ligger i provinsen Markazi, i den centrala delen av landet, 300 km sydväst om huvudstaden Teheran. Khalaj ligger 2 039 meter över havet och antalet invånare är 198.
Terrängen runt Khalaj är kuperad.Runt Khalaj är det ganska tätbefolkat, med 129 invånare per kvadratkilometer. Närmaste större samhälle är Hendūdūr, 12,2 km öster om Khalaj. Trakten runt Khalaj består i huvudsak av gräsmarker.